# Telmatactis rapanuiensis
Telmatactis rapanuiensis is een zeeanemonensoort uit de familie Isophelliidae.
Telmatactis rapanuiensis is voor het eerst wetenschappelijk beschreven door Carlgren in 1922.